# Бух-ам-Бухрайн
Бух-ам-Бухрайн (нем. Buch am Buchrain) — община в Германии, в земле Бавария. 
Подчиняется административному округу Верхняя Бавария. Входит в состав района Эрдинг.  Население составляет 1412 человек (на 31 декабря 2010 года). Занимает площадь 22,75 км².